# SN 1998ej
SN 1998ej – supernowa odkryta 15 października 1998 roku w galaktyce A234100-3856. W momencie odkrycia miała maksymalną jasność 19,00m.